# خانه ثقةالاسلام
خانه ثقةالاسلام مربوط به دوره پهلوی است و در تبریز، خیابان چایکنار، پشت مخابرات واقع شده و این اثر در تاریخ ۷ مهر ۱۳۸۱ با شمارهٔ ثبت ۶۱۴۷ به‌عنوان یکی از آثار ملی ایران به ثبت رسیده است.